# Fußball-Bezirksklasse Schleswig-Holstein 1934/35
Die Fußball-Bezirksklasse Schleswig-Holstein 1934/35 war die zweite Saison der Fußball-Bezirksklasse Schleswig-Holstein im Sportgau Nordmark. Sie diente als eine von drei zweitklassigen Bezirksklassen als Unterbau der Gauliga Nordmark. Alle Staffelmeister dieser drei Unterbau-Spielklassen qualifizierten sich für eine spätere Aufstiegsrunde, in welcher zwei Aufsteiger zur Gauliga Nordmark ausgespielt wurden. Bedingt durch eine regional-administrative Umstrukturierung, wurde der Kreis Lübeck für diese zweite Spielzeit der Klasse, in den Bezirk Schleswig-Holstein integriert. So wurde eine veränderte Staffel-Struktur nötig. Im Vorjahr mit einer Staffel ausgespielt, präsentierte man sich nunmehr mittels zweier Staffeln, (A und B), zu je zehn Vereinen. Da Eintracht 08 Flensburg und M-VfL Nordmark Flensburg im Januar 1935 fusionierten, minimierte sich die Staffel B auf neun Vereine.

## Geschichte
Die Bezirksklasse Schleswig-Holstein startete mit zwanzig Vereinen in ihre zweite Saison. Sie endete später mit neunzehn Vereinen und wurde als übliches Rundenturnier mit Hin-und-Rückspiel ausgetragen. Die Spielzeit begann am 2. September 1934, das letzte Spiel kam am 5. Mai 1935 zur Austragung. Als Staffelmeister qualifizierten sich der BV Phönix Lübeck, (Staffel A) und der SV Polizei Kiel, (Staffel B) für die folgenden Aufstiegsrunde zur Gauliga Nordmark 1935/36. In dieser setzten sich dann aber nur die Lübecker BV-Phönix-Adler durch. Der Kieler PSV scheiterte abgeschlagen als Letzter des Fünfer-Feldes. Man hielt für die nächste Saison an der Zweier-Staffel-Konstellation fest. Gleichzeitig gliederte man den Kreis Lübeck wieder in den Bezirk Lübeck-Mecklenburg ein. Somit verließen der Oldesloer SV 1912, der Lübecker SV 1913, der Eutiner SV 08 und der Post SV Lübeck die Klasse in Richtung Osten. Sechs Aufsteiger und Gauliga-Absteiger Borussia 03 Gaarden/Kiel, ergänzten die Gruppe für die nächste Saison.

## Teilnehmer
- Folgende fünf Vereine aus dem Kreis Lübeck wurden in die Bezirksklasse Schleswig-Holstein integriert:
  - BV Phönix Lübeck
  - Oldesloer SV 1912
  - Lübecker SV 1913
  - Post SV Lübeck
  - Eutiner SV 08
- Folgende drei Vereine stiegen aus den Kreisklassen Schleswig und Holstein auf:
  - VfB Kiel 1910
  - SC 1890 Friedrichsort
  - SV Alemannia Wilster

## Abschlusstabelle

### Staffel A
| Pl. | Verein                      | Sp. | S  | U | N  | Tore    | Quote | Punkte |
| --- | --------------------------- | --- | -- | - | -- | ------- | ----- | ------ |
| 1.  | BV Phönix Lübeck            | 18  | 16 | 0 | 2  | 065:270 | 2,41  | 32:40  |
| 2.  | VfR Neumünster 1910         | 18  | 13 | 3 | 2  | 074:280 | 2,64  | 29:70  |
| 3.  | VfB Union-Teutonia Kiel (M) | 18  | 9  | 4 | 5  | 060:380 | 1,58  | 22:14  |
| 4.  | Oldesloer SV 1912           | 18  | 11 | 0 | 7  | 043:450 | 0,96  | 22:14  |
| 5.  | KFV Kilia Kiel              | 18  | 9  | 3 | 6  | 048:340 | 1,41  | 21:15  |
| 6.  | Eintracht 1910 Kiel         | 18  | 9  | 1 | 8  | 047:420 | 1,12  | 19:17  |
| 7.  | SC Olympia 09 Neumünster    | 18  | 6  | 4 | 8  | 044:510 | 0,86  | 16:20  |
| 8.  | Lübecker SV 1913            | 18  | 4  | 2 | 12 | 035:550 | 0,64  | 10:26  |
| 9.  | Eutiner SV 08               | 18  | 2  | 1 | 15 | 027:790 | 0,34  | 05:31  |
| 10. | Post SV Lübeck              | 18  | 1  | 2 | 15 | 023:670 | 0,34  | 04:32  |

| Legende |                                                               |
|         | Qualifikation für Aufstiegsrunde zur Gauliga Nordmark 1935/36 |
|         | Absteiger in die Kreisklassen                                 |
| (M)     | Titelverteidiger                                              |
| (N)     | Aufsteiger aus den Kreisklassen                               |

### Staffel B
| Pl. | Verein                           | Sp. | S  | U | N | Tore    | Quote | Punkte |
| --- | -------------------------------- | --- | -- | - | - | ------- | ----- | ------ |
| 1.  | SV Polizei Kiel a                | 16  | 10 | 3 | 3 | 050:230 | 2,17  | 23:90  |
| 2.  | 1. SV Schleswig 06               | 16  | 10 | 3 | 3 | 032:230 | 1,39  | 23:90  |
| 3.  | SpVgg Fortuna Glückstadt         | 16  | 10 | 1 | 5 | 035:340 | 1,03  | 21:11  |
| 4.  | VfB Kiel 1910 (N)                | 16  | 7  | 4 | 5 | 055:360 | 1,53  | 18:14  |
| 5.  | Flensburger SV 08 b              | 16  | 5  | 5 | 6 | 034:420 | 0,81  | 15:17  |
| 6.  | SC 1890 Friedrichsort (N)        | 16  | 6  | 1 | 9 | 037:410 | 0,90  | 13:19  |
| 7.  | SV Alemannia Wilster (N)         | 16  | 6  | 1 | 9 | 036:450 | 0,80  | 13:19  |
| 8.  | Rendsburger BV 08                | 16  | 2  | 5 | 9 | 028:450 | 0,62  | 09:23  |
| 9.  | SC Comet Kiel 1912               | 16  | 2  | 5 | 9 | 023:410 | 0,56  | 09:23  |
| 10. | Militär-VfL Nordmark Flensburg b | 0   | 0  | 0 | 0 | 000:000 | 1,00  | 0:0    |

| Legende |                                                               |
|         | Qualifikation für Aufstiegsrunde zur Gauliga Nordmark 1935/36 |
|         | Absteiger in die Kreisklassen                                 |
| (N)     | Aufsteiger aus den Kreisklassen                               |